# Red Bull RB2
A Red Bull RB2 egy Formula–1-es versenyautó, amellyel a Red Bull Racing csapat a 2006-os Formula–1-es szezonban versenyzett. Az alvázat Mark Smith, Rob Taylor és Ben Agathangelou tervezte, a motorokat pedig a Ferrari szállította. Az autót David Coulthard és Christian Klien vezette, akik már a csapat debütáló évében, 2005-ben is a csapatnál versenyeztek. Klient azonban az olasz nagydíj után Robert Doornbos váltotta, miután az osztrák visszautasította a csapat ajánlatát egy DTM vagy egy ChampCar-ülésre 2007-re, miután kiderült, hogy a következő szezonban Mark Webber szerződik a helyére.

## Áttekintés
Az előző, bemutatkozó szezon jó eredményei után a 2006-os szezon rosszul sikerült a Red Bull számára. Az évet konszolidációs szezonként kezelték, és egy új csapat számára hagyományosan nehéz második évnek bizonyult. Az új Ferrari-motorok a szezon előtt hűtési problémákkal küzdöttek, ami miatt a tesztidő korlátozott volt, és a csapat többnyire a középmezőnyben ragadt. Ezt a helyzetet súlyosbította, hogy a csapat a szezon során felhagyott az RB2 fejlesztésével, hogy az új technikai főnök, Adrian Newey a 2007-es autóra koncentrálhasson.
Ennek ellenére voltak fénypontjai is a nagyrészt lehangoló szezonnak. Ezek közül az egyik legfontosabb, hogy Coulthard megszerezte a csapat első dobogós helyezését Monacóban. Mivel ez egybeesett az új Superman-filmet népszerűsítő, egy futamra szóló megállapodással, a veterán pilóta egy piros köpenyt viselt a dobogón, Christian Horner csapatfőnök pedig később beváltotta a verseny előtti ígéretét, miszerint a csapat medencéjébe csak egy köpenyben ugrik.
A csapat végül 16 ponttal a hetedik helyen végzett a konstruktőri bajnokságban.

## Eredmények
| Év   | Csapat          | Motor            | Gumik | Pilóták         | 1   | 2   | 3   | 4   | 5   | 6   | 7   | 8   | 9   | 10  | 11  | 12  | 13  | 14  | 15  | 16  | 17  | 18  | Pontok | Helyezés |
| ---- | --------------- | ---------------- | ----- | --------------- | --- | --- | --- | --- | --- | --- | --- | --- | --- | --- | --- | --- | --- | --- | --- | --- | --- | --- | ------ | -------- |
| 2006 | Red Bull Racing | Ferrari Tipo 056 | M     |                 | BHR | MAL | AUS | SMR | EUR | ESP | MON | GBR | CAN | USA | FRA | GER | HUN | TUR | ITA | CHN | JPN | BRA | 16     | 7.       |
| 2006 | Red Bull Racing | Ferrari Tipo 056 | M     | David Coulthard | 10  | KI  | 8   | KI  | KI  | 14  | 3   | 12  | 8   | 7   | 9   | 11  | 5   | 15† | 12  | 9   | KI  | KI  | 16     | 7.       |
| 2006 | Red Bull Racing | Ferrari Tipo 056 | M     | Christian Klien | 8   | KI  | KI  | KI  | KI  | 13  | KI  | 14  | 11  | KI  | 12  | 8   | KI  | 11  | 11  |     |     |     | 16     | 7.       |
| 2006 | Red Bull Racing | Ferrari Tipo 056 | M     | Robert Doornbos |     |     |     |     |     |     |     |     |     |     |     |     |     |     |     | 12  | 13  | 12  | 16     | 7.       |

† - nem fejezte be a futamot, de rangsorolták, mert teljesítette a versenytáv 90 százalékát.

## Fordítás
- Ez a szócikk részben vagy egészben  a   Red Bull RB2 című angol Wikipédia-szócikk ezen változatának fordításán alapul.  Az eredeti cikk szerkesztőit annak laptörténete sorolja fel. Ez a jelzés csupán a megfogalmazás eredetét és a szerzői jogokat jelzi, nem szolgál a cikkben szereplő információk forrásmegjelöléseként.